# Bert Patenaude
Bertram "Bert" Albert Patenaude (4 de novembro de 1909 - 4 de novembro de 1974) foi um futebolista norte-americano, que atuou como atacante, que fez parte da Seleção dos Estados Unidos no primeiro mundial de futebol
Embora haja muitas divergências, ele é creditado pela FIFA como o autor do primeiro hat-trick na história da Copa do Mundo. na partida realizada em 17 de julho de 1930 entre Estados Unidos e Paraguay, Patenaude anotou o primeiro gol aos 10 minutos, o segundo gol gerou controvérsia, pois na ocasião foi registrado como gol contra do paraguaio Gonzalez já que a bola ia  para fora antes de entrar. Na década de 1990 a Federação Norte-Americana pediu revisão da FIFA, e segundo os critérios vigentes nesse momento o gol contra foi retirado, mas com uma nova polêmica, pois a súmula indicava que o chute partiu de Tom Florie, apesar de historiadores afirmarem que o chute foi de Patenaude. Patenaude nunca pressionou a FIFA para reconhecê-lo como o primeiro a marcar três gols numa única partida, mas entre amigos ele relatava o feito, o que era corroborado pelos colegas de seleção. Foi o historiador Colin Jose que iniciou a busca por informações após conversas com Arnie Oliver e Jim Brown, que estiveram jogando pela seleção norte-americana na Copa de 1930. Colin entrou com um pedido na FIFA para revisão do gol em 12 de abril de 1995, após o que a entidade máxima do futebol disse que contrataria um especialista próprio para fazer as análises, e o gol foi creditado Patenaude tempos depois, mas sem grande alarde. Somente em 2006 a FIFA fez uma nota oficial e grande divulgação da mudança do primeiro hat-trick.
O seu nome faz parte do United States Soccer Hall of Fame. Faleceu no dia em que completou 65 anos, por causas desconhecidas.